# Suur Tõll (lodołamacz)
Suur Tõll, poprzednio Car Michaił Fieodorowicz, Wołyniec i Wäinämöinen – rosyjski, radziecki, fiński i estoński lodołamacz, obecnie statek muzeum w Tallinnie. Zbudowany w 1913 roku w stoczni Vulcan w Szczecinie na zamówienie rosyjskiego rządu, wszedł do eksploatacji na Bałtyku pod nazwą „Car Michaił Fieodorowicz”. Po rewolucji lutowej przemianowany na „Wołyniec”. W 1918 roku zdobyty przez Finów, służył jako fiński „Wäinämöinen”, po czym w 1922 roku został przekazany Estonii, gdzie służył do 1940 roku jako „Suur Tõll”. Po aneksji Estonii, w latach 1940–1991 służył w ZSRR ponownie jako „Wołyniec”. Od 1991 roku powrócił do Estonii i służy jako statek muzeum „Suur Tõll”.

## Budowa
Statek został zamówiony przez carski rząd Imperium Rosyjskiego w wyniku przetargu wśród stoczni ogłoszonego w 1912 roku na duży lodołamacz parowy z przeznaczeniem na Morze Bałtyckie, do obsługi portu w Rewelu (obecnie Tallinn). Miał on zastąpić lodołamacz „Stadt Reval”, który był uznany za zbyt mały. W przetargu zwyciężyła oferta  niemieckiej stoczni Vulcan-Werke Hamburg und Stettin AG, z którą podpisano umowę w tym samym roku. Budowa była prowadzona w stoczni w niemieckim Szczecinie, pod numerem budowy 345. Lodołamacz otrzymał nazwę „Car Michaił Fieodorowicz” (Царь Михаил Феодорович) na cześć cara Michała I. Został on wodowany 26 grudnia 1913 roku i w lutym 1914 roku przybył do Petersburga. Po próbach odbiorczych, 27 maja 1914 roku lodołamacz został odebrany przez rosyjskie Ministerstwo Handlu i Przemysłu.

## Opis

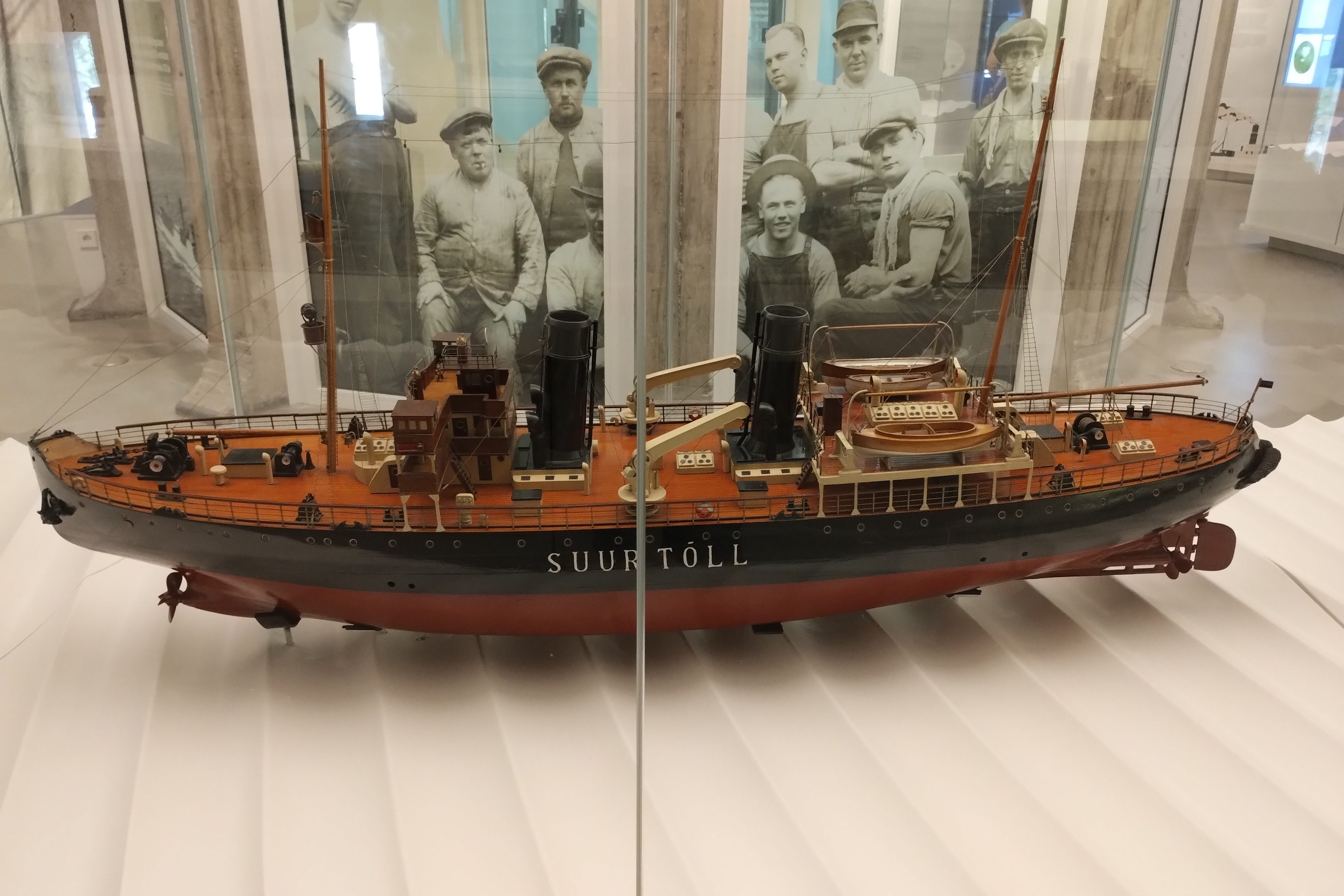
Model w konfiguracji przedwojennej w Estońskim Muzeum Morskim w Tallinnie

Statek stanowił lodołamacz specjalnej budowy, przystosowany konstrukcyjnie do kruszenia lodu, do czego służyła masywna żeliwna dziobnica. Stewy w rosyjskich lodołamaczach bałtyckich miały prosty zarys w podwodnej części, o niewielkim nachyleniu w stosunku do powierzchni wody, i dzięki ich klinowym kształtom lodołamacz mógł dobrze wchodzić na lód. Na linii wodnej poszycie było wzmocnione przez pas lodowy o szerokości 2 m i grubości 25 mm. Kadłub miał dwa ciągłe pokłady, w tym pokład górny. Kadłub miał dno podwójne na całej długości oraz był podzielony na przedziały wodoszczelne licznymi grodziami poprzecznymi i wzdłużnymi. Dla ułatwienia kruszenia lodu wyposażony był w system zbiorników balastowych z pompami elektrycznymi, pozwalający na osiąganie przechyłu do 10° na burty lub przegłębienia na dziób. Na śródokręciu między kominami były dwa ciężkie dźwigi, służące do ładowania węgla i celów przeładunkowych.
Długość kadłuba wynosiła 75,29 m, szerokość 19,20 m, a zanurzenie 5,79 m. Pojemność brutto początkowo wynosiła 2417 BRT. Nośność wynosiła 1534 tony, a wyporność początkowo 3677 ton, a w 1970 roku 4579 ton.
Napęd składał się trzech pionowych maszyn parowych potrójnego rozprężania, z czego dwie napędzały czterołopatowe śruby umieszczone klasycznie na rufie, a trzecia – śrubę dziobową. Łączna moc siłowni wynosiła 5880 KM. Maszyna parowa napędzająca śrubę dziobową znajdowała się w osobnej maszynowni dziobowej i miała moc indykowaną 2400 HP (2433 KM). Przy ruchu naprzód śruba dziobowa wybierała wodę spod lodu, ułatwiając jego łamanie; przyspieszała też łamanie dużych zwałów kry. Parę wytwarzało sześć kotłów wodnorurkowych umieszczonych w dwóch kotłowniach na śródokręciu (w przedniej dwa kotły oraz kotły pomocnicze, w tylnej cztery kotły, zamontowane parami po  prawej i lewej burcie, paleniskami do siebie). Spaliny odprowadzone były przez dwa lekko pochylone kominy. Zasobnie węglowe o pojemności niecałe 710 ton węgla umieszczone były na śródokręciu. Zużycie węgla podczas pracy wynosiło maksymalnie 3,5–4 t na godzinę. Mechanizmy pomocnicze jak winda kotwiczna, kabestany i dźwigi obsługujące zasobnie węglowe, były elektryczne.
W latach 1951-52 kotły węglowe wymieniono na kotły opalane paliwem płynnym (mazutem). Miały one powierzchnię ogrzewalną po 215 m² i ciśnienie robocze 15 at. Nowa kotłownia zużywała do 30 ton paliwa na dobę.

## Służba

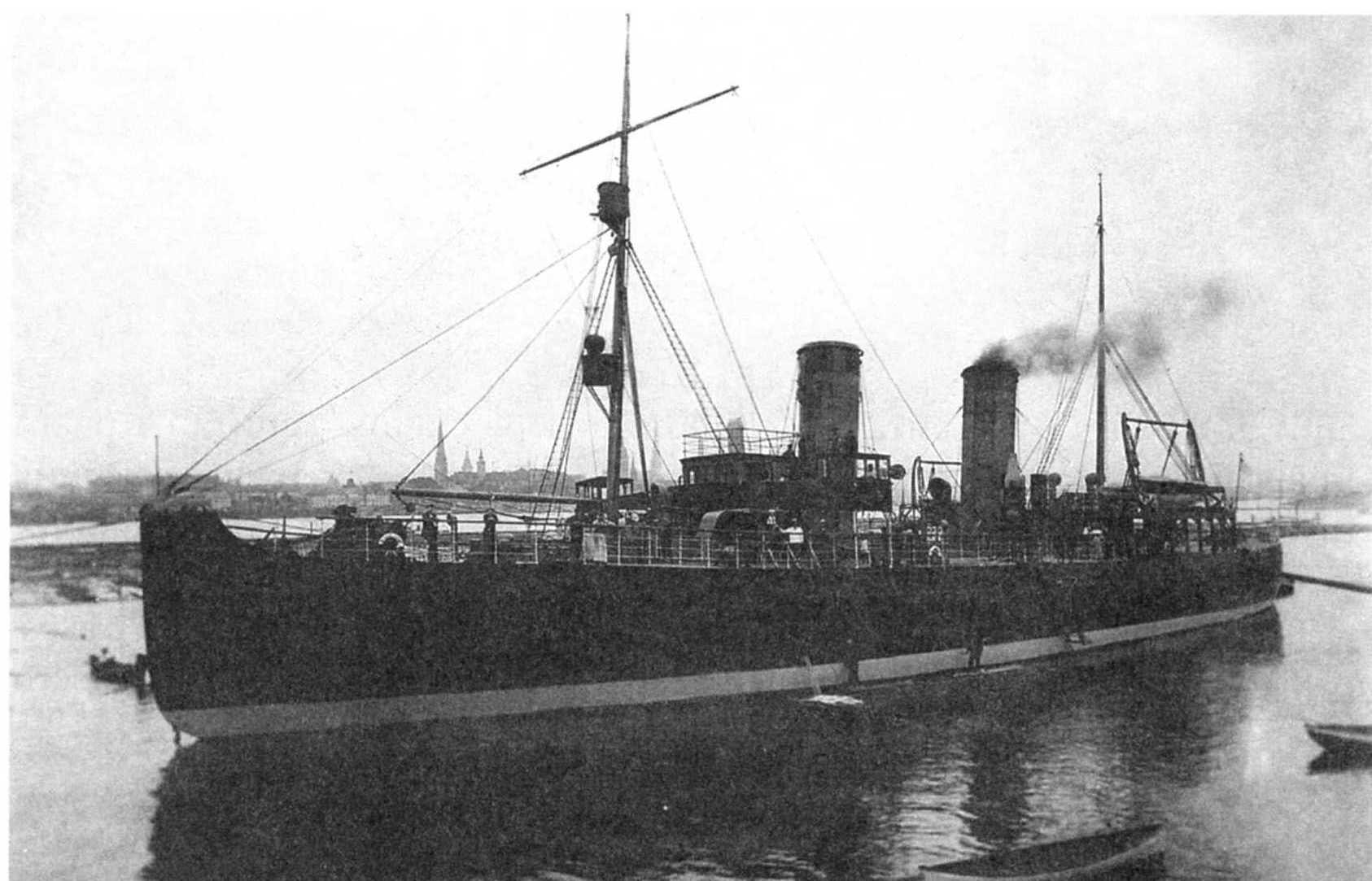
„Car Michaił Fieodorowicz”

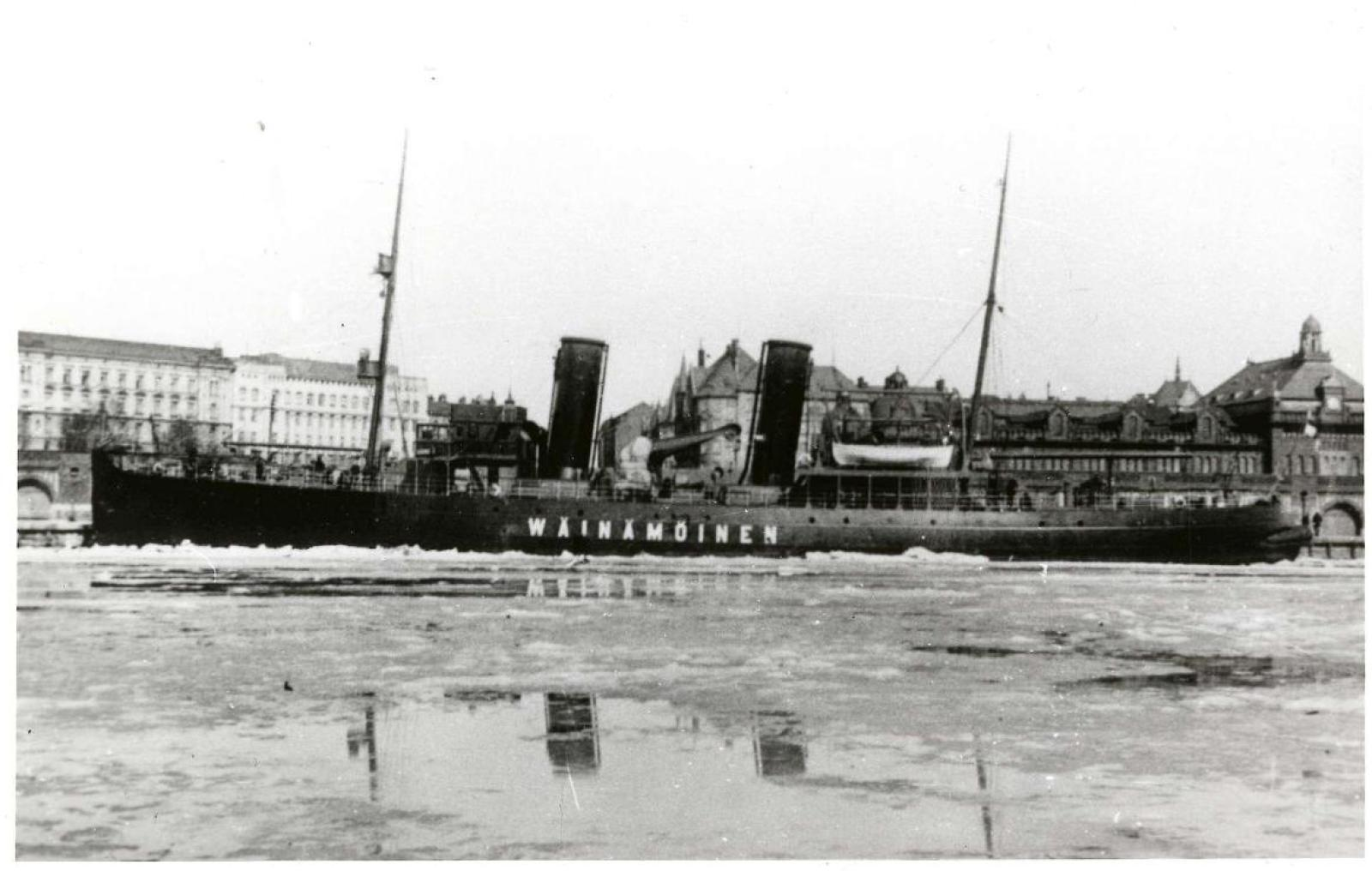
„Wäinämöinen” w 1922

„Car Michaił Fiodorowicz” przypłynął do portu macierzystego w Rewlu (Tallinnie) 19 czerwca 1914 roku. Był on wówczas drugim najsilniejszym lodołamaczem na Bałtyku po rosyjskim „Jermaku”. Wkrótce po jego wejściu do służby rozpoczęła się I wojna światowa, podczas której lodołamacz został uzbrojony i operował na wodach Zatoki Fińskiej, transportując wojsko oraz eskortując statki między Rewlem a Helsinkami. W 1916 roku był remontowany w doku w Kronsztadzie.
Po wybuchu burżuazyjnej rewolucji lutowej w 1917 roku i abdykacji cara Mikołaja II, lodołamacz został opanowany w Piotrogrodzie (dawnym Petersburgu) przez żołnierzy Wołyńskiego Pułku Gwardii i 15 marca 1917 roku przemianowany na „Wołyniec” (od Wołynia). Następnie po rewolucji październikowej w listopadzie tego roku został przejęty przez władze radzieckie, podobnie jak inne jednostki na Bałtyku. Z powodu ofensywy niemieckiej na Rewel (dawna nazwa Tallinna) władze radzieckie zdecydowały w lutym 1918 roku ewakuować stamtąd jednostki Floty Bałtyckiej do Helsinek przez zamarzniętą Zatokę Fińską i „Wołyniec” asystował w wyprowadzeniu z portu 24 lutego na redę statków i okrętów i doprowadzeniu ich w dniach 25–27 lutego do Helsinek. Po drodze, 26 lutego lodołamacz przetransportował oddział marynarzy z krążownika „Admirał Makarow” na wyspę Nargen w celu zniszczenia znajdujących się tam rosyjskich baterii nadbrzeżnych. Następnie, wobec konieczności dalszej ewakuacji, między 12 a 17 marca wraz z „Jermakiem” przeprowadził okręty pierwszego rzutu w tzw. lodowym przejściu z Helsinek do Kronsztadu, oswobadzając przy tym okręty, które utknęły. 15 i 16 marca „Wołyniec” musiał popychać „Jermaka” w tandemie w celu przebicia się przez gruby lód. Lodołamacz powrócił następnie do Helsinek w celu przeprowadzenia kolejnego rzutu. 29 marca 1918 roku „Wołyniec” został jednak opanowany przez 54-osobowy oddział marynarzy fińskich, którzy zostali zaokrętowani pod pretekstem przetransportowania grupy robotników na wyspę Kuivasaari, po czym sterroryzowali 116-osobową załogę i doprowadzili go do Tallina.
Lodołamacz został wcielony do służby fińskiej i wraz z również opanowanym lodołamaczem „Tarmo” był wykorzystywany m.in. do transportowania do Loviisa  żołnierzy niemieckich pułkownika Otto von Brandensteina, wspierających Finów w wojnie domowej przeciwko czerwonym. 28 kwietnia 1918 roku został przemianowany na „Wäinämöinen”, od bohatera eposu Kalevala. 3 czerwca 1918 roku lodołamacz został przekazany fińskiej Komisji Żeglugi. Jego kapitanem był wówczas Polak kapitan Stanisław Juchniewicz. W późniejszym okresie, oprócz służby jako lodołamacz, transportował ochotników z Finlandii do udziału w wojnie estońsko-bolszewickiej

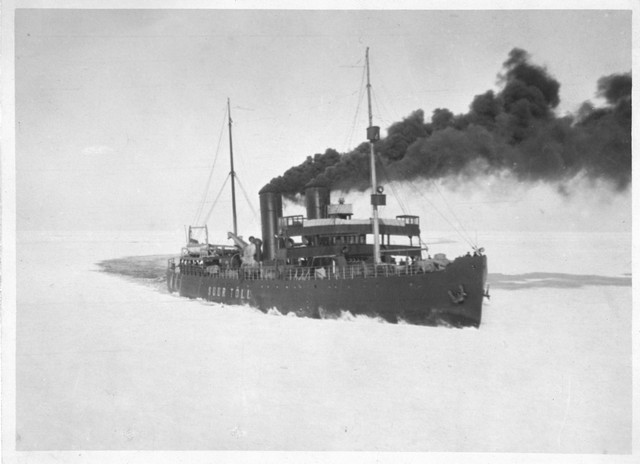
„Suur Tõll” w lodach, 1928

W 1922 roku Finlandia, dla uniknięcia konieczności zwrotu lodołamacza ZSRR na podstawie traktatu pokojowego z Tartu, uznała go za własność Estonii, co miało oparcie w postanowieniach estońsko-radzieckiego traktatu pokojowego (z uwagi na przebywanie go 24 lutego 1918 roku na wodach Estonii). 30 listopada 1922 roku został on przekazany Estonii, otrzymując nazwę „Suur Tõll”, od imienia olbrzyma z mitologii estońskiej. Zabezpieczał następnie żeglugę w Zatoce Fińskiej, z najważniejszym dla wymiany handlowej Estonii portu w Tallinnie. W 1923 roku był dokowany w Kopenhadze. W 1927 roku w stoczni w Tallinnie wymieniono kotły na nowe, również wykonane w stoczni Vulcan w Szczecinie.  Dobudowano wówczas dodatkowy pokład namiarowy na dachu sterówki, ze skrzydłami, na których urządzono obudowane stanowiska obserwacyjne.
W czerwcu 1940 roku lodołamacz został przejęty przez ZSRR, na skutek aneksji państw bałtyckich 1940 roku. Po ataku niemieckim na ZSRR podczas II wojny światowej, na skutek postępów wojsk niemieckich, lodołamacz uczestniczył w rejsie ewakuacyjnym z Tallina do Kronsztadu w dniach 27-29 sierpnia 1941 roku, w konwoju prowadzonym przez krążownik „Kirow”. Przewiózł przy tym 980 osób i ewakuowane materiały. Podczas ewakuacji nie został uszkodzony. 11 września 1941 roku „Suur Tõll” został trafiony trzema bombami zapalającymi podczas nalotu na Kronsztad, ale nie doznał poważnych uszkodzeń. 4 października 1941 roku lodołamacz został przejęty przez radziecką marynarkę wojenną. Otrzymał wówczas uzbrojenie z czterech armat przeciwlotniczych kalibru 45 mm. 11 listopada otrzymał z powrotem nazwę „Wołyniec”, a 25 stycznia 1942 roku formalnie podniósł banderę wojenną. Następnie zamontowano na nim jeszcze dwie, a ostatecznie cztery armaty kalibru 76 mm. Podczas blokady Leningradu służył głównie jako bateria przeciwlotnicza. Był mało używany z uwagi na warunki oblężenia i konieczność oszczędzania węgla. 24 listopada 1942 roku wszedł na zagrodę minową, ale wybuch trzech małych min spowodował tylko niewielkie uszkodzenia dziobu. Ponownie został lekko uszkodzony na minach w styczniu 1945 roku.

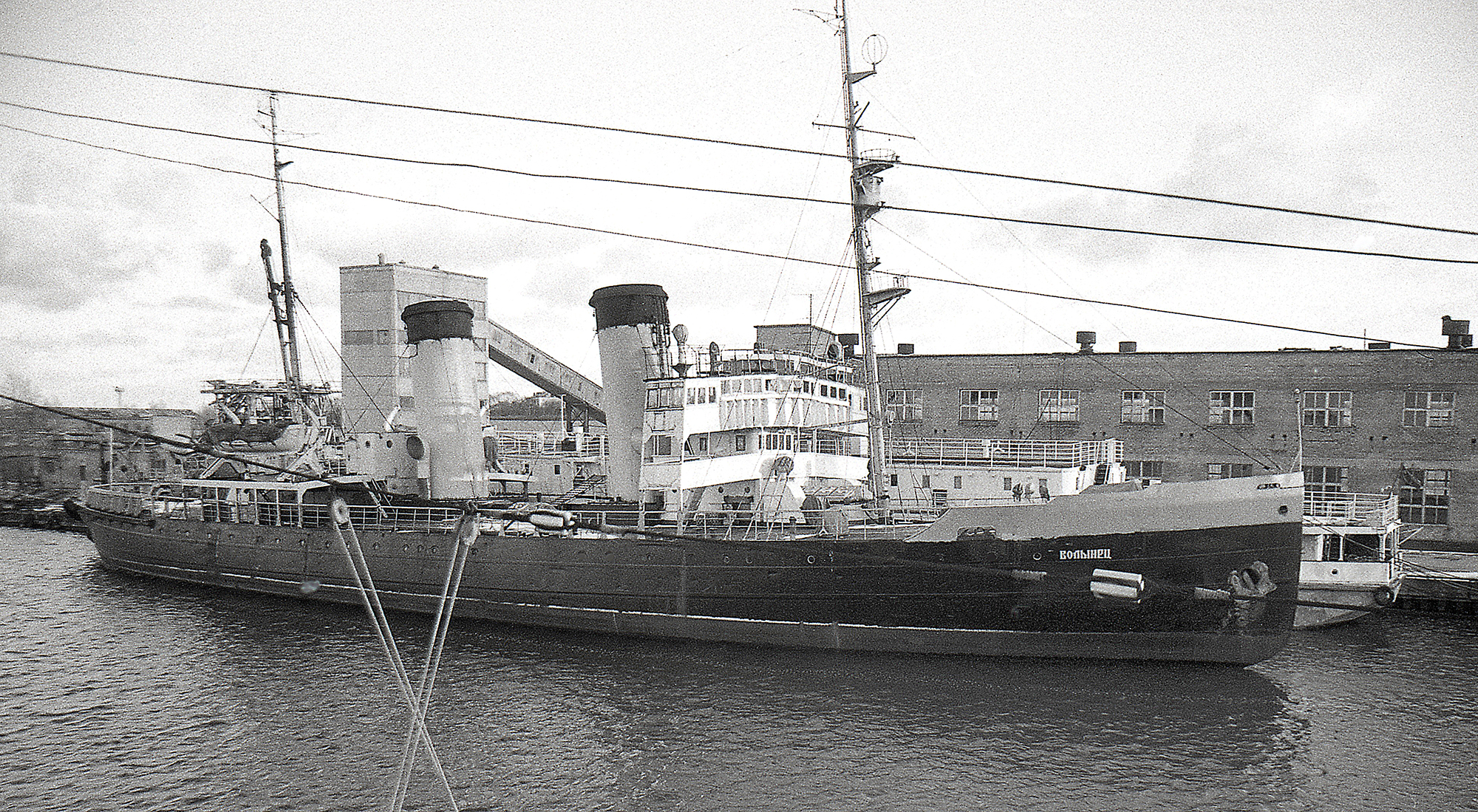
„Wołyniec” po modernizacji w 1988 roku

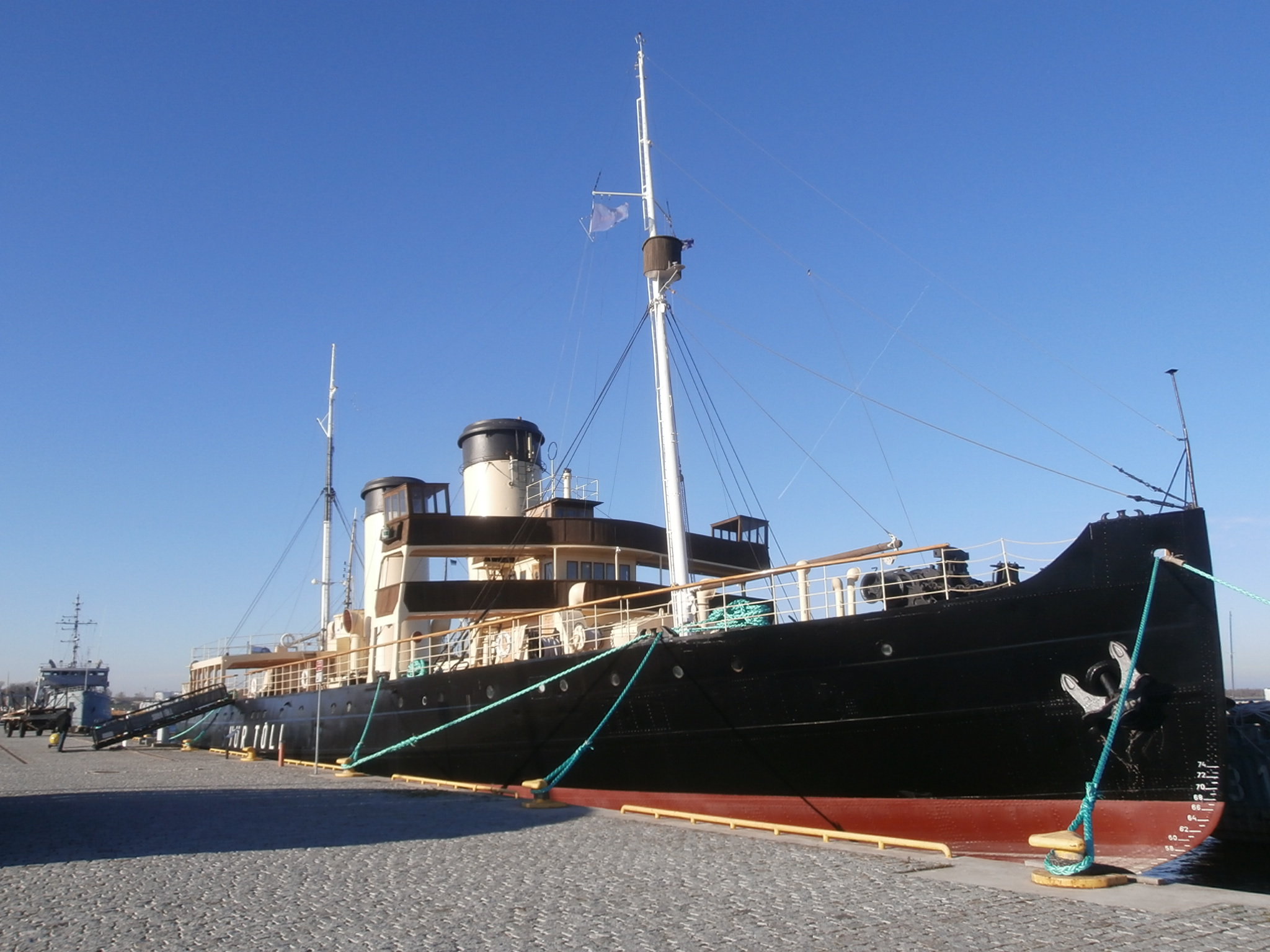
„Suur Tõll” przy nabrzeżu w Lennusadam, 2014

Po wojnie, w latach 1951-52 „Wołyniec” był poddany remontowi i modernizacji w fińskiej stoczni w Raumie. Przebudowano i rozbudowano nadbudówkę dziobową, a kotły węglowe wymieniono na szwedzkie kotły opalane paliwem płynnym (mazutem). W związku ze zmianą opalania zaadaptowano zasobnie węglowe na zbiorniki paliwa i zdemontowano dźwigi. W 1957 roku został przebazowany do Kronsztadu, gdzie służył do celów pomocniczych, w tym przeciwpożarowych dla tamtejszej stoczni. Pod koniec eksploatacji służył do 1986 roku do celów grzewczych przy budowie portu wojennego w Primorsku. W 1987 roku zdecydowano o oddaniu statku, przebazowanego do Łomonosowa, na złom. Jednak w 1988 roku starania o ocalenie lodołamacza podjął dyrektor Estońskiego Muzeum Morskiego (Eesti Meremuuseum) Ants
Pärna, który uzyskał poparcie Rady Ministrów Estońskiej Socjalistycznej Republiki Radzieckiej.
Starania o przejęcie lodołamacza od marynarki wojennej zostały uwieńczone sukcesem i 13 października 1988 roku wycofany ze służby lodołamacz odholowano do Tallinna, gdzie przywrócono mu nazwę „Suur Tõll” i przystąpiono do opracowania koncepcji jego renowacji. Cztery dni po odzyskaniu przez Estonię niepodległości lodołamacz 24 sierpnia 1991 roku podniósł ponownie banderę estońską. 23 grudnia został wpisany do Estońskiego Rejestru Okrętowego pod numerem 001; został też wpisany do ewidencji pomników historii z numerem 22267. Wygląd zewnętrzny przywrócono do zbliżonego do stanu z końca lat 30. XX wieku. Większość oryginalnego wyposażenia pomieszczeń wewnętrznych jednak nie przetrwała. Lodołamacz został udostępniony do zwiedzania 2 grudnia 1994 roku. Od jesieni 2004 roku eksponowany jest przy nabrzeżu dawnej bazy wodnosamolotów Lennusadam, która od 2012 roku stała się siedzibą Estońskiego Muzeum Morskiego.